# Anenii Noi (condado)
Anenii Noi é um condado (ou distrito) da Moldávia. Sua capital é a cidade de Anenii Noi.